# Russische Badmintonföderationsmeisterschaft 2013
Die Russische Badmintonföderationsmeisterschaft 2013 wurde vom 3. bis zum 6. Oktober 2013 im Sportpalast Borisoglebsky in Ramenskoje ausgetragen. Sieger wurde das Team aus Moskau.

## Endstand
- 1. Moskau
- 2.	Region Primorje
- 3.	Oblast Nischni Nowgorod
- 4.	Oblast Saratow
- 5.	Oblast Leningrad
- 6.	Oblast Moskau
- 7.	Tatarstan